# زینب باستیک
زینب باستیک (ترکی استانبولی: Zeynep Bastık) (زاده ۸ ژوئیه ۱۹۹۳ در چناق‌قلعه) خواننده، ترانه‌سرا و بازیگر اهل ترکیه است او همچنین سال ۲۰۲۰ بهترین خواننده ترکیه شد .
او در سریال سیب ممنوعه هم ایفای نقش کرد.
او به تازگی با تولگا آکیش ازدواج کرده است.